# Ulica Starogardzka w Gdańsku
Ulica Starogardzka – ulica w Gdańsku, w ciągu drogi wojewódzkiej nr 222. 

## Przebieg
Ulica przebiega przez dzielnice: Orunia-Św. Wojciech-Lipce, Orunia Górna-Gdańsk Południe. Rozpoczyna się przy ulicy Trakt św. Wojciecha. Przecina mostem Kanał Raduni. Następnie biegnie aż do granicy Oruni z Chełmem. Przebiega przez podjednostkę Maćkowy.
W końcu swojego biegu stanowi zachodnią granicę Gdańska; po jej zachodniej stronie leży wieś Borkowo Łostowickie. Dalej biegnie już jako ulica Starogardzka wsi Straszyn aż do Obwodnicy. 
W latach 2017–2018 przewidywana jest budowa nowego mostu na Kanale Raduni przy skrzyżowaniu z Traktem Św. Wojciecha (koszt 7,5 mln zł).

## Komunikacja miejska
Przez ulicę Starogardzką przejeżdżają też pojazdy komunikacji miejskiej:
- ZKM Gdańsk
  - 175: Starogardzka (remont) – Siedlce
  - 189: Starogardzka – Plac Solidarności
  - 289: Starogardzka - Plac Solidarności
  - N2: Starogardzka - Grudziądzka
- PKS Gdańsk
  - 846: Borkowo – Dworzec Główny PKP
  - Kursują inne linie PKS Gdańsk

Kursują też przewoźnicy prywatni.

## Obiekty
- Maćkowy Mleczarnia
- Opuszczone ogródki działkowe "Transmlecz"
- Teren dawnego karnego obozu niemieckiego Aussenstelle Matzkau[3]
- Zabytki po obozie SS-mannów